# Olli Ojanaho
Olli Ojanaho, född den 25 februari 1997 i Rovaniemi, är en finländsk orienterare. Sedan 2017 har Ojanaho representerat Helsinki Suunnistai och dessförinnan Ounasvaara skidklubb då han bodde i Rovaniemi.
Ojanaho vann sex guld-, två silver- och två bronsmedaljer vid junior-VM mellan 2015 och 2017.
Säsongen 2019 hämmades Ojanaho av en fotledsskada.
Vid världsmästerskapen i orientering 2023, vann Ojanaho silvermedalj i stafett  och bronsmedalj på långdistans.
2023 vann Ojanaho  elitklassen vid O-Ringen 2023 och blev därigenom första finska herrlöpare att vinna på 15 år.